# 農族自治區
農族自治區（TAN），又名農處，是1947年至1954年間在今越南廣寧省北部存在的一個少數民族自治政權。

## 歷史
今廣寧省北部在法屬時期為海寧省。因地處中越邊境山區，海寧省境內民族較多，還有許多華人。
第二次世界大戰結束後，越南掀起了追求民族獨立和國家統一的浪潮。為了對抗越南統一的呼聲，法屬印度支那政府於1947年在海寧省成立了農族自治區。自治區管轄先安、潭河、巴扯、平辽、定立、河桧、硭街等州县，首府設在硭街，自治區政府領袖為農族（客家人）黄亚生（Voòng A Sáng）上校。
1950年4月15日，越南國國長保大帝簽署第6號諭旨，成立皇朝疆土，農族自治區也被納入皇朝疆土的範圍。
1954年奠邊府戰役結束後，越南民主共和國統一北越，農族自治區隨之解散。